# 奎宿增九
仙女座36，又名BD+22 146，HD 5286、SAO 74359、HR 258，是仙女座的一颗恒星，视星等为5.47，位于銀經123.97，銀緯-39.24，其B1900.0坐标为赤經0h 49m 36.6s，赤緯+23° -39.24′ 13″。